# Lachnia
Lachnia és un gènere monotípic de coleòpters polífags de la família dels cerambícids. La seva única espècie és Lachnia subcincta. Va ser descrit per Audinet-Serville el 1835.